# Qihua Lu
Qihua Lu (chiń. 祁华路站) – stacja metra w Szanghaju, na linii 7. Zlokalizowana jest pomiędzy stacjami Gucun Gongyuan i Shanghai Daxue.